# Keisen
Keisen (jap. 桂川町 Keisen-machi) – miasto w Japonii, na wyspie Kiusiu, w prefekturze Fukuoka. Według danych na rok 2020 miejscowość zamieszkiwało 7 251 mieszkańców , a gęstość zaludnienia wyniosła 639,4 os./km².